# Greetings from California
Greetings from California è il primo album in studio del gruppo musicale statunitense The Madden Brothers, composto dai fratelli Joel Madden e Benji Madden, già membri dei Good Charlotte. Il disco è uscito nel settembre 2014 per la Capitol Records.

## Tracce
1. Dear Jane (Intro) – 0:21
2. Dear Jane – 3:37
3. Brixton – 4:08
4. Out of My Mind – 3:13
5. We Are Done – 3:36
6. U R – 3:56
7. Jealousy (All Your Friends in Silverlake) – 3:33
8. Love Pretenders – 3:09
9. California Rain (Intro) – 0:11
10. California Rain – 4:40
11. Brother – 5:00
12. Bad – 3:40
13. Good Gracious Abbey – 4:02
14. Suddenly – 3:28
15. Empty Spirits – 4:22